# Ludwig Hermann Hoffmann
Ludwig Hermann Carl Christian Hoffmann (* 19. Juni 1819 in Parchim; † 16. Oktober 1898 in Hamburg) war ein Hamburger Kaufmann und Abgeordneter.

## Leben
Ludwig Hermann Hoffmann wurde geboren als jüngerer Sohn und vielleicht drittes Kind des Parchimer Kaufmanns und (späteren) Fabrikanten Johann Christian Hoffmann (* 1783) und dessen Frau Anna Dorothea, geb. Karnatz (* 1793).
Wie sein Vater wurde auch er Kaufmann, jedoch in Hamburg in der Firma L. Hoffmann. Er wirkte von 1853 bis 1855 als Adjunkt der St. Jacobikirche, dann von 1856 bis 1870 als Hundertachtziger, dabei wirkte er 1868 und 1869 als Jurat. Von 1870 bis zu seinem Tode war er Vorsteher von St. Jacobi. Daneben von 1877 bis 1882 Vorsteher der St. Gertrauden Kapelle, die als Gebäude selbst zu diesem Zeitpunkt nicht existierte. Von 1883 bis 1897 war Hoffmann Vorsteher des St. Gertrudstiftes und von 1880 bis 1896 Vorsteher der St. Gertrudkirche, von 1892 bis 1896 war er Vertreter der Gemeinde St. Gertrud in der Kirchensynode.
Hoffmann war in den Jahren von 1856 bis 1858 zweiter und 1859 erster Major des 1. Bataillons des Bürgermilitärs. Er war von 1860 bis 1865 Bürgermilitärkommissar.
Von 1858 bis 1860 gehörte Hoffmann der Zoll- und Akzisedeputation an, von 1858 bis 1866 der Feuerkassendeputation, und wurde von letzterer 1862 in die Stadtwasserdeputation und 1865 und 1866 in die Baudeputation entsandt. Von 1877 bis 1879 wirkte Hoffmann als Richter am Obergericht. 
Er gehörte der Hamburgischen Bürgerschaft von 1859 bis 1865 als Abgeordneter an. Er war dabei 1859 und 1860 von der Zoll- und Akzisedeputation, von 1861 bis 1865 von der Feuerkassendeputation entsandt.